# Alex Rose
Alexander Rose (West Branch, 17 novembre 1991) è un discobolo statunitense naturalizzato samoano.

## Biografia
Nato negli Stati Uniti, Rose ha disputato un Mondiale allievi nel 2010 con la nazionale statunitense per poi decidere di adottare dal 2012 nelle manifestazioni internazionali i colori delle Samoa, nazione di nascita del padre trasferitosi in America a 19 anni. Rose ha così ampliato la sua possibilità di partecipare a molteplici eventi internazionali senza troppa concorrenza. Dal 2013, infatti, ha preso parte a tutte le edizioni dei Mondiali, dove il miglior piazzamento è quello del 2019 a Doha al ventunesimo posto. Ha inoltre preso parte ai Giochi del Pacifico in Papua Nuova Guinea, alle Universiadi in Russia e soprattutto ha fatto parte della delegazione di Samoa ai Giochi olimpici di Rio de Janeiro 2016.
Rose ha gareggiato nei campionati NCAA con il team della Central Michigan University.

## Palmarès
| Anno                                | Manifestazione          | Sede           | Evento              | Risultato | Prestazione | Note |
| ----------------------------------- | ----------------------- | -------------- | ------------------- | --------- | ----------- | ---- |
| In rappresentanza degli Stati Uniti |                         |                |                     |           |             |      |
| 2010                                | Mondiali juniores       | Moncton        | Lancio del disco    | 22º (q)   | 53,46 m     |      |
| In rappresentanza degli Samoa       |                         |                |                     |           |             |      |
| 2012                                | Campionati oceaniani    | Cairns         | Lancio del disco    | Oro       | 56,29 m     |      |
| 2012                                | Campionati oceaniani    | Cairns         | Lancio del martello | Oro       | 51,10 m     |      |
| 2013                                | Campionati oceaniani    | Papeete        | Lancio del disco    | Oro       | 56,05 m     |      |
| 2013                                | Campionati oceaniani    | Papeete        | Lancio del martello | Oro       | 55,49 m     |      |
| 2013                                | Campionati oceaniani    | Papeete        | Getto del peso      | Oro       | 17,22 m     |      |
| 2013                                | Universiadi             | Kazan'         | Lancio del disco    | 6º        | 58,64 m     |      |
| 2013                                | Mondiali                | Mosca          | Lancio del disco    | 29º (q)   | 56,19 m     |      |
| 2015                                | Campionati oceaniani    | Cairns         | Lancio del disco    | Oro       | 60,95 m     |      |
| 2015                                | Campionati oceaniani    | Cairns         | Lancio del martello | Argento   | 53,29 m     |      |
| 2015                                | Campionati oceaniani    | Cairns         | Getto del peso      | Oro       | 16,89 m     |      |
| 2015                                | Giochi del Pacifico     | Port Moresby   | Lancio del disco    | Oro       | 56,40 m     |      |
| 2015                                | Giochi del Pacifico     | Port Moresby   | Lancio del martello | Argento   | 58,66 m     |      |
| 2015                                | Giochi del Pacifico     | Port Moresby   | Getto del peso      | Argento   | 16,58 m     |      |
| 2015                                | Mondiali                | Pechino        | Lancio del disco    | 25º (q)   | 59,07 m     |      |
| 2016                                | Giochi olimpici         | Rio de Janeiro | Lancio del disco    | 29º (q)   | 57,24 m     |      |
| 2017                                | Campionati oceaniani    | Suva           | Lancio del disco    | Oro       | 61,12 m     |      |
| 2017                                | Mondiali                | Londra         | Lancio del disco    | 19º (q)   | 61,62 m     |      |
| 2018                                | Giochi del Commonwealth | Gold Coast     | Lancio del disco    | 8º        | 59,56 m     |      |
| 2019                                | Mondiali                | Doha           | Lancio del disco    | 21º (q)   | 61,80 m     |      |
| 2022                                | Mondiali                | Eugene         | Lancio del disco    | 8º        | 65,57 m     |      |
| 2022                                | Giochi del Commonwealth | Birmingham     | Lancio del disco    | 4º        | 64,56 m     |      |
| 2023                                | Mondiali                | Budapest       | Lancio del disco    | 12º       | 61,69 m     |      |
| 2024                                | Giochi olimpici         | Parigi         | Lancio del disco    | 12º       | 61,89 m     |      |